# Falltjärnet (Sunne socken, Värmland)
Falltjärnet är en sjö i Sunne kommun i Värmland och ingår i Göta älvs huvudavrinningsområde.